# باسيفيكو يوكوهاما

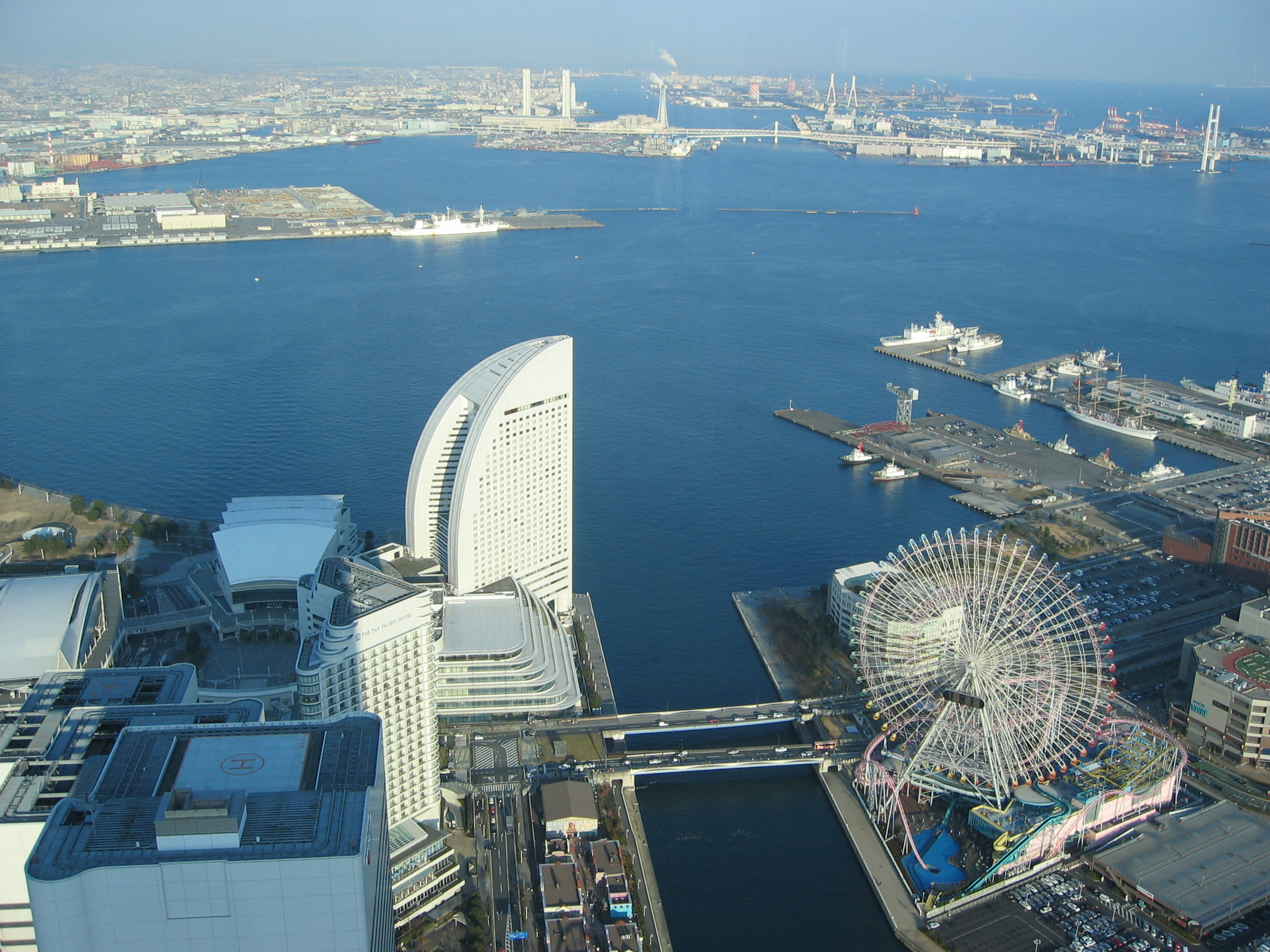
برج باسيفيكو يوكوهاما.

باسيفيكو يوكوهاما هو مركز للمؤتمرات في اليابان، تقع في المنطقة الغربية من ميناتو ميراي في نيشي كو أحد أحياء مدينة يوكوهاما التابعة لمحافظة كاناغاوا.

## البناء
تم الانتهاء من بناء مركز المؤتمرات وفندق جراند إنتركونتيننتال في مدينة يوكوهاما لأول مرة في 29 يوليو 1991، في حين تم الانتهاء من بناء قاعة عرض في وقت لاحق في 12 أكتوبر من نفس السنة، وفي تاريخ 25 أبريل 1994 تم الانتهاء من المدرج الوطني، كلمة باسيفيكو مشتقة من اسم المحيط الهادئ في اللاتينية (pacificus) التي تعني باللغة الإنجليزية السلام، وهذا يعني في المقام الأول معنى السلمية أو الهدوء، وفي عام 2001 تم تعيين مركز المؤمرات كمركز صحفي رئيسي لنهائيات كأس العالم لكرة القدم 2002، وتم بناء المزيد من قاعات العرض في المركز، يستخدم مركز باسيفيكو يوكوهاما كمكان لاقامة الأحداث الجماهيرية.

## أحداث استضافها المركز
- 2007: اتفاقية الخيال العلمي العالمي.
- 2008: أولمبياد الروبوت العالمي.
- 2008: مؤتمر طوكيو الدولي للتنمية الإفريقية.
- 2009: المجموعة ذات الاهتمام المشترك بالرسومات والتقنيات التفاعلية (SIGGRAPH).
- 2010: منتدى التعاون الاقتصادي لدول آسيا والمحيط الهادئ.

## وصلات خارجية
الموقع الرسمي